# Gonomyia inaequistyla
Gonomyia inaequistyla är en tvåvingeart som beskrevs av Alexander 1934. Gonomyia inaequistyla ingår i släktet Gonomyia och familjen småharkrankar. Inga underarter finns listade i Catalogue of Life.